# Beatfreakz
Beatfreakz – holenderski zespół taneczny założony w 2006 roku.
Do zespołu należą Dennis Christopher, Dimitrie Siliakus i Mark Simmons. Ich pierwszy duży hit to cover Rockwella "Somebody's Watching Me". Dostał się na trzecie miejsce w UK Singles Chart w maju 2006 i na 12 w Dutch Top 40. Teledysk "Superfreak", z października 2006 był parodią "Thrillera" Michaela Jacksona.
15 października 2006 muzycy ujawnili w Radio One's Chart Show, że ich kolejnym projektem może być remiks tematu przewodniego z filmu Pogromcy duchów (Ghostbusters), którego autorem był Ray Parker Jr. Pierwszy pokaz odbył się na popołudniówce kończącej przyjęcie w Ibizie 30 września 2006.

## Dyskografia

### Single
| Rok  | Piosenka                                   | BEL | NL | SPN | AUS | UK | RU |
| ---- | ------------------------------------------ | --- | -- | --- | --- | -- | -- |
| 2006 | "Somebody's Watching Me"                   | 36  | 12 | 1   | 45  | 3  | 4  |
| 2006 | "Superfreak"                               | -   | 34 | -   | -   | 7  | 20 |
| 2007 | "Bring The Ghost"                          | -   | -  | -   | -   | -  | -  |
| 2007 | "Walk This Way" (pres. Mark Simmons)       | -   | -  | -   | -   | -  | -  |
| 2008 | "Rockstar"                                 | -   | -  | -   | -   | -  | -  |
| 2020 | "808" (oraz Dutchavelli, DigDat i B Young) | -   | -  | -   | -   | 20 | -  |

### Remiksy
- 2006: Rockefeller – Do It 2Nite
- 2006: The B.O.M.B. z Sean Finn – Skynight
- 2006: Starkillers – Discoteka
- 2007: Royal Melody – Blinded By The Light
- 2007: Infernal – I Won't Be Crying
- 2007: Alibi z Rockefeller – Sexual Healing